# 关累镇
关累镇，原称芒果树哈尼族乡，是中华人民共和国云南省西双版纳傣族自治州勐腊县下辖的一个乡镇级行政单位。

## 行政区划
关累镇下辖以下地区：
芒果树村、坝荷村、曼冈村、勐远村、藤蔑山村、国营勐捧农场四分场生活区、国营勐捧农场五分场生活区、国营勐捧农场六分场生活区和国营勐醒农场一分场生活区。